# Guldbaggegalan 2018
Guldbaggegalan 2018 var den 53:e upplagan av Guldbaggegalan. Galan hölls på Cirkus i Stockholm den 22 januari 2018 med Petra Mede som konferencier. Det var den sjätte och sista gången som hon ledde galan. Galan direktsändes på SVT 1. Nomineringarna utlystes den 4 januari.
Tidigare kategorin Biopublikens pris har tagits bort och ersatts med Guldbaggens publikpris som produceras av Svenska Filminstitutet i samarbete med Aftonbladet, som huserar omröstningen.
Galan präglades av #metoo och skådespelarnas upprop #tystnadtagning som sätter fokus på sexuella trakasserier inom filmbranschen. Som en konsekvens av detta var många gäster klädda i svart, ett manifestationståg med kvinnliga skådespelare som hand i hand gick på röda mattan, och 50 av skådespelarna bakom #tystnadtagning samlades på scenen för att tala om framtiden.

## Vinnare och nominerade
Den 4 januari 2018 tillkännagavs vilka filmer och personer som har nominerats till Guldbaggar. Vinnarna listas i fetstil.
| Bästa film - The Nile Hilton Incident – Kristina Åberg - Borg – Jon Nohrstedt och Fredrik Wikström Nicastro - Korparna – Jan Marnell, Tom Persson och Jens Assur - Sameblod – Lars G. Lindström - The Square – Erik Hemmendorff och Philippe Bober | Bästa regi - Ruben Östlund – The Square - Amanda Kernell – Sameblod - Janus Metz – Borg - Tarik Saleh – The Nile Hilton Incident                       |
| Bästa kvinnliga huvudroll - Lene Cecilia Sparrok – Sameblod - Evin Ahmad – Dröm vidare - Jennie Silfverhjelm – All Inclusive - Mia Skäringer – Solsidan                                                                                            | Bästa manliga huvudroll - Fares Fares – The Nile Hilton Incident - Claes Bang – The Square - Reine Brynolfsson – Korparna - Sverrir Gudnason – Borg    |
| Bästa kvinnliga biroll - Julia Kijowska – Jordgubbslandet - Gizem Erdogan – Dröm vidare - Maria Heiskanen – Korparna - Mia Erika Sparrok – Sameblod                                                                                                | Bästa manliga biroll - Stellan Skarsgård – Borg - Shia LaBeouf – Borg - Yaser Maher – The Nile Hilton Incident - Przemyslaw Sadowski – Jordgubbslandet |
| Bästa manus - Sameblod – Amanda Kernell - Citizen Schein – Maud Nycander, Jannike Åhlund och Kersti Grunditz Brennan - Måste gitt – Can Demirtas och Ivica Zubak - The Square – Ruben Östlund                                                      | Bästa foto - The Square – Fredrik Wenzel - Korparna – Jonas Alarik - Sameblod – Sophia Olsson                                                          |
| Bästa klipp - Sameblod – Anders Skov - Borg – Per Sandholt och Per K. Kirkegaard - Citizen Schein – Kersti Grunditz Brennan | Bästa kostym - The Nile Hilton Incident – Louize Nissen - Borg – Kicki Ilander - Para knas – Sharareh Hosseini och David Markfant                      |
| Bästa ljud/ljuddesign - The Nile Hilton Incident – Fredrik Jonsäter - Korparna – Mattias Eklund - Silvana – väck mig när ni vaknat – Mira Falk och Brian Dyrby                                                                                     | Bästa mask/smink - Solsidan – Petra Cabbe - All Inclusive – Sara Klänge - The Nile Hilton Incident – Dorothea Wiedermann                               |
| Bästa originalmusik - Korparna – Peter von Poehl - Borg – Jonas Struck, Vladislav Delay, Jon Ekstrand och Carl-Johan Sevedag - Citizen Schein – Karl Frid och Pär Frid                                                                             | Bästa scenografi - The Nile Hilton Incident – Roger Rosenberg - Borg – Lina Nordqvist - The Square – Josefin Åsberg                                    |
| Bästa visuella effekter - Borg – Torbjörn Olsson och Alex Hansson - Korparna – Torbjörn Olsson - Monky – Alex Hansson och Chris Stenner | Bästa kortfilm - Min börda – Niki Lindroth von Bahr - Nattbarn – Sanna Lenken - Studio 5 – Maximilien Van Aertryck och Axel Danielson                  |
| Bästa dokumentärfilm - Silvana – väck mig när ni vaknat – Mika Gustafson, Olivia Kastebring och Christina Tsiobanelis - Brev till en seriemördare – Manal Masri - Himlens mörkrum – Nils Petter Löfstedt                                           | Bästa utländska film - The Salesman – Asghar Farhadi - 120 slag i minuten – Robin Campillo - Moonlight – Barry Jenkins                                 |
| Guldbaggens publikpris - Sameblod – Lars G. Lindström - Solsidan – Emma Nyberg - Superswede – Mia Sohlman | Hedersguldbaggen - Stig Björkman |
| Gullspira - BUFF Filmfestival | Årets nykomling - Rojda Sekersöz – Dröm vidare |

### Filmer med flera vinster
| Vinster | Film                     |
| ------- | ------------------------ |
| 5       | The Nile Hilton Incident |
| 4       | Sameblod                 |
| 2       | Borg                     |
| 2       | The Square               |

### Filmer med flera nomineringar
| Nomineringar | Film                             |
| ------------ | -------------------------------- |
| 10           | Borg                             |
| 8            | The Nile Hilton Incident         |
| 8            | Sameblod                         |
| 7            | Korparna                         |
| 6            | The Square                       |
| 3            | Citizen Schein                   |
| 3            | Solsidan                         |
| 2            | All Inclusive                    |
| 2            | Dröm vidare                      |
| 2            | Jordgubbslandet                  |
| 2            | Silvana – väck mig när ni vaknat |